# (20785) Mitalithakor
(20785) Mitalithakor est un astéroïde de la ceinture principale d'astéroïdes.

## Description
(20785) Mitalithakor est un astéroïde de la ceinture principale d'astéroïdes. Il fut découvert le 3 septembre 2000 à Socorro (Nouveau-Mexique) par le projet LINEAR. Il présente une orbite caractérisée par un demi-grand axe de 2,42 UA, une excentricité de 0,11 et une inclinaison de 6,9° par rapport à l'écliptique.

## Compléments